# توماس هورن
توماس هورن (انگلیسی: Thomas Horn؛ زادهٔ ۱۹۹۷ (۲۷–۲۸ سال)) هنرپیشه اهل ایالات متحده آمریکا است. از فیلم‌هایی که وی در آن نقش داشته است، می‌توان به فوق‌العاده بلند و بیش از حد نزدیک اشاره کرد.